# Malleus regula
Malleus regula is een tweekleppigensoort uit de familie van de Malleidae. De wetenschappelijke naam van de soort is voor het eerst geldig gepubliceerd in 1775 door Forsskål.